# Nayib López
Nayib Alberto López Miranda (Atizapán de Zaragoza, Estado de México; 26 de enero de 1993) es un artista marcial mixto mexicano que compite en la división de peso mediano de Ultimate Warrior Challenge México.

## Carrera de artes marciales mixtas

### Carrera temprana
Nayib inicio su carrera en MMA en 2012, compitiendo en promociones mexicanas y obtuvo un invicto de 15-0, incluyéndose dos victorias en LUX Fight League. La primera ante Alan Domínguez el 17 de febrero de 2018 en LUX 002 por decisión unánime; y posteriormente ante Iván Valenzuela el 3 de febrero de 2023 en LUX 030, ganando por TKO en el cuarto asalto para convertirse en el nuevo Campeón de Peso Mediano de la promoción.

### Professional Fighters League
En 2023, López fue fichado por la Professional Fighters League (PFL) y se enfrentó a Shane Mitchell el 14 de abril en PFL 3: 2023 Regular Season. Ganó la pelea por decisión unánime.
En su siguiente pelea, López enfrentó a Magomedov Umalatov el 23 de junio de 2023 en PFL 6: 2023 Regular Season. En lo que fue una de las peleas más emocionantes en la historia de PFL, López perdería un invicto de 16 combates en una década mediante decisión unánime.

### Breve regreso a LUX
Tras su paso por PFL, López retorna a LUX para reclamar una oportunidad por el Campeonato de Peso Wélter que poseía Alan Domínguez, a quien había derrotado en 2018. La pelea por el título se llevó a cabo el 26 de abril de 2024 en LUX 042, en la que López perdió por decisión unánime.

### Ultimate Warrior Challenge México

#### Debut y Campeonato de Peso Mediano de UWC
López firmó con Ultimate Warrior Challenge México, siendo programado para enfrentar a Antonio Gordillo por el Campeonato de Peso Mediano de UWC el 28 de julio de 2024 en UWC México 54. Nayib ganó la pelea por decisión unánime, convirtiéndose en el nuevo campeón. El duelo fue también nombrado por UWC como «Pelea del Año».

## Campeonatos y logros
- LUX Fight League
  - Campeonato de Peso Mediano de LUX (una vez)

- Ultimate Warrior Challenge México
  - Campeonato de Peso Mediano de UWC (una vez, actual)

## Récord de artes marciales mixtas
| Récord profesional | Récord profesional | Récord profesional |
| 19 peleas          | 17 victorias       | 2 derrotas         |
| ------------------ | ------------------ | ------------------ |
| Nocaut             | 6                  | 0                  |
| Sumisión           | 1                  | 0                  |
| Decisión           | 10                 | 2                  |

| Resultado | Récord | Oponente                  | Método              | Evento                                            | Fecha                    | Ronda | Tiempo | Localización         | Notas                                                                              |
| --------- | ------ | ------------------------- | ------------------- | ------------------------------------------------- | ------------------------ | ----- | ------ | -------------------- | ---------------------------------------------------------------------------------- |
| Victoria  | 17–2   | Antonio Gordillo          | Decisión (unánime)  | UWC México 54                                     | 28 de julio de 2024      | 5     | 5:00   | Tijuana              | Ganó el Campeonato de Peso Mediano de UWC.                                         |
| Derrota   | 16–2   | Alan Domínguez            | Decisión (unánime)  | LUX 042                                           | 26 de abril de 2024      | 5     | 5:00   | Guadalajara          | Por el Campeonato de Peso Mediano de LUX.                                          |
| Derrota   | 16–1   | Magomed Umalatov          | Decisión (unánime)  | PFL 6: 2023 Regular Season                        | 23 de junio de 2023      | 3     | 5:00   | Atlanta, Georgia     |                                                                                    |
| Victoria  | 16–0   | Shane Mitchell            | Decisión (unánime)  | PFL 3: 2023 Regular Season                        | 14 de abril de 2023      | 3     | 5:00   | Las Vegas, Nevada    |                                                                                    |
| Victoria  | 15–0   | Iván Valenzuela           | TKO (golpes)        | LUX 030                                           | 3 de febrero de 2023     | 4     | 3:44   | Monterrey            | Ganó el Campeonato de Peso Mediano de LUX. Posteriormente, dejó vacante el título. |
| Victoria  | 14–0   | Christofer Ramírez        | TKO                 | JFL 33                                            | 20 de agosto de 2022     | 1     | 0:40   | Atizapán de Zaragoza |                                                                                    |
| Victoria  | 13–0   | Enrique Granados          | Decisión (unánime)  | BSC 9                                             | 8 de julio de 2022       | 3     | 5:00   | Ciudad de México     |                                                                                    |
| Victoria  | 12–0   | Ricardo Chávez Villaseñor | Sumisión (armbar)   | JFL 30                                            | 12 de marzo de 2022      | 4     | 3:24   | Atizapán de Zaragoza |                                                                                    |
| Victoria  | 11–0   | Marcus Vinicius           | Decisión (unánime)  | Standout Fighting Tournament 13: Brasil vs Mexico | 6 de julio de 2019       | 3     | 5:00   | Villahermosa         |                                                                                    |
| Victoria  | 10–0   | Ricardo Chávez Villaseñor | KO                  | JFL: Grand Prix                                   | 23 de marzo de 2019      | 1     | 0:50   | Tlalnepantla de Baz  |                                                                                    |
| Victoria  | 9–0    | Julio César Cruz          | TKO (paro médico)   | JFL: Grand Prix                                   | 23 de marzo de 2019      | 1     | 0:50   | Tlalnepantla de Baz  |                                                                                    |
| Victoria  | 8–0    | Renato Valente Alves      | Decisión (dividida) | JFL 20                                            | 8 de septiembre de 2018  | 5     | 5:00   | Tlalnepantla de Baz  |                                                                                    |
| Victoria  | 7–0    | Antonio Arellano          | TKO (strikes)       | Xtreme Fighters Latino 37                         | 13 de abril de 2018      | 1     | 3:23   | Ciudad de México     |                                                                                    |
| Victoria  | 6–0    | Alan Domínguez            | Decisión (unánime)  | LUX 002                                           | 17 de febrero de 2018    | 3     | 5:00   | Ciudad de México     |                                                                                    |
| Victoria  | 5–0    | Pablo Cano                | TKO (golpes)        | Lutador MMA 3                                     | 30 de septiembre de 2017 | 1     | 0:59   | Tlalnepantla de Baz  |                                                                                    |
| Victoria  | 4–0    | Heriberto Tovar           | Decisión (unánime)  | Xtreme Fighters Latino 35                         | 18 de agosto de 2017     | 3     | 5:00   | Ciudad de México     |                                                                                    |
| Victoria  | 3–0    | Omar Gutiérrez            | Decisión (unánime)  | Lutador MMA 1                                     | 18 de marzo de 2017      | 3     | 5:00   | Naucalpan de Juárez  |                                                                                    |
| Victoria  | 2–0    | Alberto Sánchez           | Decisión (unánime)  | JFL                                               | 29 de noviembre de 2012  | 3     | 5:00   | Tlalnepantla de Baz  |                                                                                    |
| Victoria  | 1–0    | Rafael Bravo              | Decisión (unánime)  | JFL: 6to Aniversario                              | 28 de junio de 2012      | 3     | 5:00   | Tlalnepantla de Baz  |                                                                                    |